# Жильцов Віктор Васильович
Віктор Васильович Жильцов (рос. Виктор Васильевич Жильцов; нар. 1925, Москва, РРФСР — пом.
?, Росія) — радянський футболіст та тренер, виступав на позиції нападника.

## Кар'єра гравця
Футбольну кар'єру розпочав у 1947 року в складі аматорського клубу «Приморець» (Ворошилов). З 1948 по 1955 рік виступав в армійській команді БО (Хабаровськ), яка змінила назву на ОБО (Хабаровськ).

## Кар'єра тренера
По завершенні кар'єри гравця розпочав тренерську діяльність. З 1955 по 1957 рік навчався. У 1957 році допомагав тренувати СКВО (Хабаровськ). Потім очолював хабаровський клуб. 22 липня 1960 року призначений на посаду полтавського «Колгоспника», яким керував до липня 1964 року. У 1965 році очолив кіровоградську «Зірку». У 1966 році повернувся до полтавського клубу, який виступав під назвою «Колос» (Полтава). У 1967 році призначений головним тренером чернігівської «Десни», якою керував до серпня 1967 року. Потім тренував «Вулкан» (Петропавловськ-Камчатський).